# 麥克亞當斯 (密西西比州)
麥克亞當斯（英語：McAdams）是位於美國密西西比州阿塔拉縣的非建制地區。

## 歷史
麥克亞當斯曾擁有麵粉廠、雜貨店和軋棉機。麥克亞當斯的郵局自1891年營運至今。

## 地理
麥克亞當斯所處的海拔為高於海平面95米（即312英呎），而該地所採用的時區為UTC-6，即北美中部時區（CST）。同時該地設有夏令時間，為UTC-6調快一小時，即UTC-5（CDT）。